# Wolfgang Vöge
Wolfgang Vöge (* 15. September 1955 in Ahlen) ist ein ehemaliger deutscher Fußballspieler.

## Karriere
Vöge ist das vierte von sieben Kindern eines Bergmanns, von früher Jugend an BVB-Fan und gelernter Industriekaufmann. Er begann seine Profikarriere 1975 bei Borussia Dortmund in der 2. Bundesliga und stieg sofort in der ersten Saison in die  Bundesliga auf. Im Jahr 1980 wechselte er dann zu Bayer 04 Leverkusen, wo er bis 1984 spielte. Anschließend wechselte er in die Schweiz zum FC Lugano, wo er zwei Jahre spielte. 1985/86 wurde er mit 29 Toren Torschützenkönig der Nationalliga B. 1986 dann holte ihn der FC Winterthur, wo er ein Jahr blieb. Seine Karriere beendete er 1988 beim FC Zürich. Vöge hatte in seiner Karriere 223 Einsätze in der Fußball-Bundesliga (44 Tore) und 14 Spiele in der 2. Bundesliga (1 Tor).

## Nach der Karriere
Heute ist Vöge in der Schweiz als Spieler- und Trainerberater mit seiner Firma IFM Sportmanagement in Winterthur tätig. Hier trat er insbesondere als Berater von Matthias Sammer in Erscheinung.
Vöge ist verheiratet und hat drei Kinder.